# 第22回東京国際映画祭
第22回東京国際映画祭（だい25かいとうきょうこくさいえいがさい）は、2009年10月17日から10月25日に開催された。

## 概要
前年の第21回まで会場として使用されていた渋谷・Bunkamuraでの上映がなくなり、六本木ヒルズのTOHOシネマズおよび近隣のシネマート六本木のみでの開催となった。また、第19回より始まった黒澤明賞の授与も休止された。
オープニング作品は環境ドキュメンタリーの『オーシャンズ』、クロージング作品は前回に引き続きピクサー作品の『カールじいさんの空飛ぶ家』が上映された。
コンペティション部門の審査委員長は、過去に『アモーレス・ペロス』で東京サクラグランプリの受賞経験があるメキシコの映画監督アレハンドロ・ゴンサレス・イニャリトゥが務めた。本部門ではブルガリアから出品された『イースタン・プレイ』がグランプリ・監督賞・男優賞の三冠を達成した。
コンペティション部門のプログラミング・ディレクターは矢田部吉彦。また、『アジアの風』部門は石坂健治。

## 上映作品

### コンペティション部門
（上映題の五十音順）
| 題名 （劇場公開題）                                     | 英題 （原題）                                | 監督                               | 製作国                                  |
| ------------------------------------------------------- | -------------------------------------------- | ---------------------------------- | --------------------------------------- |
| ACACIA                                                  | ACACIA                                       | 辻仁成                             | 日本                                    |
| イースタン・プレイ （ソフィアの夜明け）                 | Eastern Plays                                | カメン・カレフ                     | ブルガリア                              |
| 永遠の天                                                | Heaven Eternal, Earth Everlasting (天长地久) | リー・ファンファン（李芳芳）       | 中華人民共和国                          |
| エイト・タイムズ・アップ                                | Eight times up (Huit fois debout)            | グザビ・モリア                     | フランス                                |
| 激情                                                    | Rabia                                        | セバスチャン・コルデロ             | スペイン · コロンビア                   |
| 少年トロツキー                                          | The Trotsky                                  | ジェイコブ・ティアニー             | カナダ                                  |
| ストーリーズ                                            | Stories (Relatos)                            | マリオ・イグレシアス               | スペイン                                |
| 台北に舞う雪                                            | Snowfall in Taipei (台北飄雪)                | フォ・ジェンチイ（霍建起）         | 中華人民共和国 · 日本 · 香港 · 中華民国 |
| ダーク・ハウス/暗い家                                   | The Dark House (Dom zly)                     | ヴォイテク・スマルゾフスキ         | ポーランド                              |
| テン・ウィンターズ                                      | Ten Winters (Dieci Inverni)                  | ヴァレリオ・ミエーリ               | イタリア · ロシア                       |
| NYスタテンアイランド物語 （ニューヨーク、狼たちの野望） | Staten Island 別題 Little New York           | ジェームズ・デモナコ               | アメリカ合衆国                          |
| ボリビア南方の地区にて                                  | Southern District (Zona Sur)                 | フアン・カルロス・ヴァルディヴィア | ボリビア                                |
| マニラ・スカイ                                          | Manila Skies (Himpapawid)                    | レイモンド・レッド                 | フィリピン                              |
| 見まちがう人たち                                        | Optical Illusions (Ilusiones Ópticas)        | クリスチャン・ヒメネス             | チリ · ポルトガル · フランス            |
| ロード、ムービー                                        | Road, Movie                                  | デーウ・ベネガル                   | インド · アメリカ合衆国                 |

### 特別招待作品
- オープニング オーシャンズ （ジャック・ペラン、ジャック・クルーゾー）
- アバター・スペシャル・プレゼンテーション （ジェームズ・キャメロン）[1]
- 理想の彼氏 （バート・フレインドリッチ）
- ミレニアム ドラゴン・タトゥーの女 （ニールス・アルデン・オプレヴ）
- REC/レック2 （ジャウマ・バラゲロ、パコ・プラサ）
- 脳内ニューヨーク （チャーリー・カウフマン）
- よなよなペンギン （りんたろう）
- 天使の恋 （寒竹ゆり）
- 大洗にも星はふるなり （福田雄一）
- 風が強く吹いている （大森寿美男）
- 曲がれ!スプーン （本広克行）
- スペル （サム・ライミ）
- わたし出すわ （森田芳光）
- E.YAZAWA ROCK （増田久雄）
- 僕の初恋をキミに捧ぐ （新城毅彦）
- サイドウェイズ （チェリン・グラック）
- PUSH 光と闇の能力者 （ポール・マグウィガン）
- ゼロの焦点 （犬童一心）
- SOUL RED 松田優作 （御法川修）
- 笑う警官 （角川春樹）
- クロージング カールじいさんの空飛ぶ家 （ピート・ドクター）

### アジアの風
†は最優秀アジア映画賞の対象作品。

#### アジア中東パノラマ
- キングコングを持ち上げる （パク・ゴニョン） †
- よく知りもしないくせに （ホン・サンス） †
- 旅人 （ウニー・ルコント） †
- 愛してる、成都　（フルーツ・チャン（陳果）、ツイ・ジエン（崔健）） †
- 麦田 （ハー・ピン（何平）） †
- カンフー・サイボーグ （ジェフ・ラウ（劉鎮偉）） †
- 台北24時 （チェン・フェンフェン、ニウ・チェンザー、デビー・スー、チェン・シャオツォ、リー・チーユエン、D.J.チェン、アン・ジョーイー、リー・カンション） †
- ヤンヤン （チェン・ヨウチェ（鄭有傑）） †
- 心の魔 （ホー・ユーハン） †
- 青い館 （グレン・ゴーイ） †
- ベスト・オブ・タイムズ （ヨンユット・トンコントーン） †
- 白タク （ジョビン・バレステロス） †
- チャンスをつかめ！ （ゾーヤー・アクタル） †
- シーリーン （アッバス・キアロスタミ） †
- 法の書 （マズィヤール・ミーリー） †
- 風のささやき （シャフラム・アリーディ） †
- 私は太陽を見た （マフスン・クルムズギュル） †
- 時の彼方へ （エリア・スレイマン） †
- イスラエル映画史（第1部） （ラファエル・ナジャリ） †
- イスラエル映画史（第2部） （ラファエル・ナジャリ） †
- デジタル三人三色 2009：ある訪問 （ホン・サンス、河瀨直美、ラヴ・ディアス）

#### エジプト映画パノラマ〜シャヒーン自伝四部作と新しい波
〈2009日本におけるエジプト観光振興年〉記念事業
2008年に亡くなったエジプト映画の巨匠ユーセフ・シャヒーンの代表作で自伝的な作品群「アレキサンドリア4部作」を一挙上映。また、最新のエジプト映画2本と短編1本も上映する。
『ハサンとマルコス』と短編ドキュメンタリー『苦い権利』は同時上映となる。
- アレキサンドリアWHY?
- エジプトの物語
- アレキサンドリア－今も昔も
- アレキサンドリア－ニューヨーク
- 正当なる背信 （ハーリド・ユーセフ）
- ハサンとマルコス （ラミ・イマーム）
- 苦い権利 （ゼイナブ・アブドゥルラッザーク）

#### 追悼ヤスミン・アフマド
7月に急逝したマレーシアの女性監督ヤスミン・アフマドの追悼上映。
遺作『タレンタイム』の上映と併せてCMディレクターとして活躍していた頃のCM作品集7本も上映。また、第21回でも上映されアジアの風部門のスペシャル・メンションを受賞した『ムアラフ-改心』と、女優としてヤスミンが出演する第19回のアジアの風上映作『RAIN DOGS』も再上映。
- タレンタイム †／ヤスミンCM作品集
- ムアラフ－改心
- RAIN DOGS （ホー・ユーハン）

#### アン・ホイNow ＆ Then
主に香港で活躍するアジアの女性監督のパイオニア的な存在アン・ホイの最新作で天水圍2部作の『夜と霧』とその前作にあたる『生きていく日々』（第21回でも上映）、そしてテレビ作品7本を3プログラムで上映する。
- 夜と霧 †
- 生きていく日々
- 「アン・ホイTV作品集(1)」
- * 竜虎豹シリーズ/第6集
- * 北斗星シリーズ/アー・ツェ
- 「アン・ホイTV作品集(2)」
- * ICACシリーズ/ステーキ代
- * ICACシリーズ/黒白
- 「アン・ホイTV作品集(3)」
- * 獅子山下シリーズ/ベトナムから来た少年
- * 獅子山下シリーズ/橋
- * 獅子山下シリーズ/路

#### ディスカバー亜州電影〜フィルム・アーカイヴの宝石
各国のフィルム・アーカイヴが保存するアジアの知られざる名画から、今年の6月に亡くなったユ・ヒョンモクの追悼上映となる作品や過去の映画祭で『下女』などが知られるキム・ギヨン作品などを上映。
『君と僕』と『天と地の間に』、『怪奇猿男』と『麻瘋女』はそれぞれ2本立ての上映となる。
- 玄海灘は知っている （キム・ギヨン）
- 誤発弾 （ユ・ヒョンモク）
- 2つの名前を持つ男 キャメラマン金学成・金井成一の足跡 （田中文人）
- 君と僕
- 天と地の間に （日夏英太郎（ドクトル・フユン））
- 怪奇猿男
- 麻瘋女 （マーシュイ・ウェイパン（馬徐維邦））

### 日本映画・ある視点
- OUR BRIEF ETERNITY（福島拓哉）
- 君と歩こう（石井裕也）
- ジャングルハウス3ガス 林家三平（水谷俊之）
- つむじ風食堂の夜（篠原哲雄）
- 掌の小説（坪川拓史、三宅伸行、岸本司、高橋雄弥）
- TOCHKA（松村浩行）
- 真幸くあらば（御徒町凧）
- ライブテープ（松江哲明）

### WORLD CINEMA
- 小さな山のまわりで （ジャック・リヴェット）
- バーリア （ジュゼッペ・トルナトーレ）
- 5分間の天国 （オリヴァー・ヒルシュビーゲル）
- キング・オブ・エスケープ （アラン・ギロディ）
- エリックを探して （ケン・ローチ）
- メアリーとマックス （アダム・エリオット）
- シングル・マン （トム・フォード）
- タンゴ・シンガー （ディエゴ・マルティーネス・ヴィニャッティ）
- 二つのロザリオ （マフムト・ファズル・ジョシュクン）

#### 日本メキシコ友好400年記念：カルロス・レイガダス監督特集
デビュー作からの長編全3作が連続でカンヌ国際映画祭に出品され、カメラ・ドールと審査員特別賞の受賞経験があるメキシコの映画監督、カルロス・レイガダスの長編監督作品を日本初公開の2作を含めて全作一挙に上映。
- ハポン
- バトル・イン・ヘブン
- 静かな光

#### スコリモフスキ監督60年代傑作選
第21回で17年ぶりの監督作がコンペティション部門に出品され、今回は審査員も務めるイエジー・スコリモフスキ監督が60年代にポーランドで撮影した4本を上映。長編処女作『身分証明書』、第2作目『不戦勝』、第3作目『バリエラ』は日本初公開となる。
- 身分証明書
- 不戦勝
- バリエラ
- 手を挙げろ！

### natural TIFF
- 国境のない鳥（ディーン・ジョンソン）
- 牛は語らない/ボーダー（ハルチュン・ハチャトゥリアン）
- クリエイション ダーウィンの幻想（ジョン・アミエル）
- もうひとつの世界で（ジョセフ・ペカン）
- 人魚と潜水夫（メルセデス・モンカーダ・ロドリゲス）
- 石油プラットフォーム（マルク・ヴォルフェンスバーガー）
- 心の森（ヨーナス・セルベリ＝アウグツセーン）
- WOLF 狼（ニコラ・ヴァニエ）
- イニスフリー（ホセ・ルイス・ゲリン）

## 受賞結果
コンペティション
- 東京サクラグランプリ：イースタン・プレイ（監督：カメン・カレフ）
- 審査員特別グランプリ：激情（監督：セバスチャン・コルデロ）
- 最優秀監督賞：カメン・カレフ - イースタン・プレイ
- 最優秀女優賞：ジュリー・ガイエ - エイト・タイムズ・アップ
- 最優秀男優賞：フリスト・フリストフ - イースタン・プレイ
- 最優秀芸術貢献賞：該当作なし
- 観客賞：少年トロツキー（監督：ジェイコブ・ティアニー）

TOYOTA Earth Grand Prix
- グランプリ：WOLF 狼（監督：ニコラ・ヴァニエ）

アジアの風
- 最優秀アジア映画賞：旅人（監督：ウニー・ルコント）
- 特別功労賞：タレンタイム（監督：ヤスミン・アフマド）
- スペシャル・メンション：私は太陽を見た（監督：マフスン・クルムズギュル）

日本映画・ある視点
- 作品賞：ライブテープ（監督：松江哲明）

## 審査員

### コンペティション
- アレハンドロ・ゴンサレス・イニャリトゥ（メキシコ／監督） - コンペティション国際審査委員長
- 原田美枝子（日本／女優）
- イエジー・スコリモフスキ（ポーランド／監督・俳優）
- キャロリーヌ・シャンプティエ（フランス／撮影監督）
- ユ・ジテ（韓国／俳優・監督）
- 松本正道（日本／シネマテーク・ディレクター）

### TOYOTA Earth Grand Prix
- 髙野悦子（東京国際女性映画祭ジェネラル・プロデューサー）
- 別所哲也（俳優）
- 依田巽（東京国際映画祭チェアマン）

### アジアの風
- 上野昻志（映画評論家）
- キム・ジソク（釜山国際映画祭プログラム・ディレクター）
- 篠原哲雄（映画監督）

### 日本映画・ある視点
- 関口裕子（バラエティ・ジャパン編集長）
- 北小路隆志（映画評論家）
- 柏原寛司（脚本家）